# Frank Capp
Frank Capp (ur. 20 sierpnia 1931 w Worcester, zm. 12 września 2017 w Los Angeles) – amerykański perkusista jazzowy.

## Życiorys
Uczęszczał do Berklee College of Music w Bostonie. W 1952 zastąpił Shelly'ego Manne'a w orkiestrze Stana Kentona. Potem grał w zespole Neala Heftiego. Utworzył też niewielki zespół składający się z kilku muzyków, wraz z którymi akompaniował w trasach koncertowych takim wokalistom jak Ella Fitzgerald, Tony Bennett czy Peggy Lee. Jako perkusista współpracował z orkiestrami prowadzonymi przez Billy'ego Maya i Harry'ego Jamesa.
Niemal dwie dekady (w latach 50. i 60. XX w.) zajmował się również nagrywaniem muzyki dla potrzeb filmu i telewizji.
W 1975 wraz z pianistą Natem Pierce'em utworzył i prowadził popularny big-band nazwany Capp-Pierce Juggernaut, dla którego wzorem było brzmienie orkiestry Counta Basiego.